# ان‌جی‌سی ۴۲۳
ان‌جی‌سی ۴۲۳ (انگلیسی: NGC 423) نام یک کهکشان عدسی در صورت فلکی سنگتراش است.